# Un amour de chien
Un amour de chien (Puppy Love) est un téléfilm américain réalisé par Harvey Frost, diffusé le 8 septembre 2012 sur Hallmark Channel et en France le 6 novembre 2012 sur M6.

## Synopsis
Ben, un joueur de baseball, laisse son chien à son ami, pour le temps qu'il est à l'étranger avec son équipe. À son retour, le chien n'est plus à la maison. Une mère (Megan) voulant acheter un chien pour sa fille, adopte celui de Ben…

## Fiche technique
- Titre original : Puppy Love
- Réalisation : Harvey Frost
- Scénario : Cynthia Riddle et Peter Hunziker
- Photographie : Maximo Munzi
- Musique : Lawrence Shragge
- Genre : comédie dramatique
- Pays :  États-Unis
- Durée : 90 minutes

## Distribution
- Candace Cameron Bure (VF : Laurence Sacquet) : Megan
- Victor Webster (VF : Anatole de Bodinat) : Ben
- Katie L. Hawkins : Caitlin
- Jamison Jones : Ryles
- Kali Rocha (VF : Brigitte Aubry) : Gail
- Caroline Kinsolving : Elizabeth
- Emil Beheshti : Docteur Taz Klosky
- John Lacy : Doc, Trainer

 Source et légende : version française (VF) sur RS Doublage et selon le carton de doublage télévisuel.